# Essentiella fettsyror
Essentiella fettsyror är sådana fettsyror som en organism behöver men inte kan tillverka själv. För människan är linolsyra (en omega-6-fettsyra) och linolensyra (en omega-3-fettsyra) essentiella och måste alltså tillföras via födan. Vanliga källor är vegetabilisk olja, nötter, bönor, frön, fisk och andra havsprodukter.
Linolsyra och linolensyra är viktiga i kroppen som en del av strukturen i cellmembraner och som utgångskomponenter för andra fettsyror som bland annat kan påverka blodtrycket, blodplättar och immunsystemets svar vid skador.
Från linolsyra kan kroppen tillverka andra fettsyror besläktade med denna. Ett exempel är arakidonsyra som ingår i cellmembranernas sammansättning och som finns i rikliga mängder i hjärnan. Vanligen får man tillräckligt mycket linolsyra genom grönsaker och kött.
Från linolensyra kan kroppen framställa andra substanser som eikosapentaensyra (EPA) som deltar i de inflammatoriska processerna i kroppen och dokosahexaensyra (DHA), huvudämnet i sperma och fosfolipider i hjärnan. Dessa fettsyror är viktiga för den normala tillväxten och utvecklingen, särskilt för ögonen och hjärnan.